# 11 Hoyt
11 Hoyt es un rascacielos en el barrio Downtown Brooklyn de Brooklyn, Nueva York, diseñado por el arquitecto Studio Gang con el arquitecto ejecutivo Hill West y desarrollado por el conglomerado inmobiliario Tishman Speyer. Sui diseño alberga semejanzas con el del 8 Spruce Street del arquitecto Frank Gehry. Las ventas de condominios en el edificio se iniciaron en septiembre de 2018. JPMorgan Chase está proporcionando financiación para el acuerdo. El edificio se completó en junio de 2019.
El edificio es parte del proyecto más grande liderado por Tishman para reconstruir la antigua sucursal de Macy's en Brooklyn.